# Wojciech Łukasz
Wojciech Łukasz (ur. 1962 w Nowym Targu) – polski lutnik.

## Życiorys
Uczył się w Państwowym Liceum Sztuk Plastycznych w Zakopanem (klasa lutnicza). Naukę kontynuował w klasie o tym samym profilu na Akademii Muzycznej w Poznaniu. Magistrem lutnikiem został w 1987. Od następnego roku podjął pracę jako lutnik konserwator w Teatrze Wielkim w Warszawie. Jest konstruktorem skrzypiec, altówek, gitar, a także wiolonczell, zarówno współczesnych, jak i barokowych. Zbudował również lutnię renesansową, teorban i chitarrone. Konserwuje smyczki i instrumenty. Był trzykrotnie jurorem na Międzynarodowym Konkursie Lutniczym im. Henryka Wieniawskiego w Poznaniu (m.in. w 2016). Jest członkiem zarządu Związku Polskich Artystów Lutników.

## Nagrody
- I miejsce na Uczelnianym Konkursie Lutniczym w Poznaniu za skrzypce (1983)
- VI miejsce na VIII Międzynarodowym Konkursie Lutniczym im. Henryka Wieniawskiego w Poznaniu (1991)
- V miejsce na II Międzynarodowym Konkursie Lutniczym w Mittenwaldzie za skrzypce (1993)
- Złota Plakietka od Gio Batty Morassiego na I Ogólnopolskim Konkursie Lutniczym im. W.Kamińskiego w Poznaniu (1994)
- IX miejsce na IX Międzynarodowym Konkursie Lutniczym im. Henryka Wieniawskiego w Poznaniu (1996)
- VI miejsce w kategorii altówek na Międzynarodowym Festiwalu Lutniczym V.Metelky w Nachodzie (1997)
- Złoty Medal za najwyższe walory dźwiękowe na III Międzynarodowym Konkursie Lutniczym w Mittenwaldzie (1997)
- I miejsce w kategorii skrzypiec na Międzynarodowym Konkursie Lutniczym im. P.Czajkowskiego w Moskwie (1998)
- V miejsce w kategorii altówek na Międzynarodowym Konkursie Lutniczym w Mittenwaldzie (2005)
- III miejsce w kategorii skrzypiec na Międzynarodowym Konkursie Lutniczym w Dolnym Kubinie[1]